# جیجاق سیچوان
جیجاق سیچوان (نام علمی: Perisoreus internigrans) نام یک گونه از سرده جیجاق شمالی است.